# Сьвежниця (Західнопоморське воєводство)
Сьвежниця (пол. Świerznica) — село в Польщі, у гміні Ромбіно Свідвинського повіту Західнопоморського воєводства.
Населення — 84 особи (2011).

## Демографія
Демографічна структура станом на 31 березня 2011 року:
|          | Загалом | Допрацездатний вік | Працездатний вік | Постпрацездатний вік |
| -------- | ------- | ------------------ | ---------------- | -------------------- |
| Чоловіки | 47      | 9                  | 33               | 5                    |
| Жінки    | 37      | 6                  | 18               | 13                   |
| Разом    | 84      | 15                 | 51               | 18                   |